# Водянолипове
Водяно́липове — село в Україні, у Міловській селищній громаді Старобільського району Луганської області. Населення становить 46 осіб.

## Населення
За даними перепису 2001 року населення села становило 46 осіб, з них 89,13% зазначили рідною мову українську, а 10,87% — російську.